# Азијско вештичарство
Азијско вештичарство се односи на било коју врсту вештичарења које се практикује у Азији.

## Блиски исток

### Древни Блиски исток
Веровање у врачање и његову праксу било раширено у прошлости. И у древном Египту и у Вавилонији имало је упадљиву улогу, како то постојећи записи јасно показују. Довољно ће бити цитирање кратког одељка из Хамурабијевог законика (око 2000. пре нове ере).
Ако је човек бацио чаролију на другог човека и то није оправдано, онај на кога је урок бачен, отићи ће на свету реку; у свету реку ће заронити. Ако га света река савлада и он се утопи, човек који је на њега бавио чаролију запосешће његову кућу. Ако га света река прогласи невиним, а он остане неповређен, човек који је бацио чаролију биће усмрћен. Онај ко је заронио у реку, узеће у посед кућу онога који је на њега бацио урок.

### Тора
У Танаху су референце на вештичарење честе, а чини се да се снажне осуде овог бављења вештичарством које тамо читамо не заснивају толико на претпоставци преваре колико на „гнусоби“ вере у магију саму по себи.

Стихови попут оних у књизи Поновљени закони 18: 11-12 и Књизи изласка 22:18 „Не дозволи да вештица живи“ пружили су библијско оправдање за хришћанске ловце на вештице у раном модерном периоду. Реч „вештица“ је превод хебрејског כשף (касхаф), што значи „чаробница“. Библија пружа неке доказе да су се ове заповести биле спровођене под влашћу хебрејских краљева:
И Саул се преруши, обуче другу одећу, и он оде, и два мушкарца с њим, и ноћу дођоше к жени и он рече: „Молим ти се, изврачај ми познатог духа, и доведи ми њега горе, кога ћу ти именовати”.

А жена му рече: „Ето, ти знаш шта је Саул учинио, како је одсекао оне који имају познате духове и чаробњаке у својој земљи; зато ми смешташ замку - да ме натера да умрем?”
Хебрејски глагол הכרית, преведен у верзији краља Џејмса као „одсечен“, може се превести и као „убити све“ или „истребити“.

### Нови завет
Нови завет осуђује вештичарење као гнусобу, баш као и Стари завет (Посланица Галатима 5:20, у поређењу са Књигом Откривења 21: 8; 22:15; и Делима апостолским 8: 9; 13: 6).
Постоје, међутим, неке расправе о томе да ли се реч која се користи у Галатима и Откривењу, грчки Коине: φαρμακεια (пхармакеиа), правилно преводи као „врачање“, јер се та реч често користила за описивање злонамерне употребе дрога.

### Ислам
Гатање и магија у исламу обухватају широк спектар радњи, укључујући црну магију, одвраћање од зла очију, производњу амајлија и друге магијске опреме, евокацију, клеромантију, астрологију и физиономију.

Муслимани, следбеници исламске религије, обично вјерују у постојање магије и црне магије (сихр) и изричито забрањују њену праксу. Сихр (арап. سحر‎) значи "црна магија". Најпознатија референца на магију у исламу је у сури ал-Фалак (арап. الفلق), која је молитва за одбијање црне магије.
Реци: Тражим спас, Господару свитања, од зла онога што Он ствара; и од зла мрачне ноћи, кад тама прође, и од зла завидника кад завист не крије.

(Куран 113: 1-5, превео Јусуф Али)
Многи муслимани верују да је особа подучавала човечанство црној магији:
И следе оно што су ђаволи лажно казали о Соломоновој владавини. А Соломон није био неверник; ђаволи су неверници, учили су људе враџбинама и ономе што је било откривено двојици анђела у Вавилону, Харуту и Маруту. А њих двојица нису никога учили док му не би рекли: Ми само искушавамо, зато верујте (у Алахове смернице).
И од ово двоје (анђела) људи сазнају како ће мужа од жене раставити; али нису могли никоме наудити без Алахове воље. Учили су оно што ће им наудити и од чега неће имати никакве користи, иако су знали да онај ко том вештином влада неће никакве среће на ономе свету имати убудуће; и доиста је зло оно за шта су продали своју душу, када би само знали.

(Куран 2: 102)
Међутим, било да изводе чуда или белу магију, у исламу учења долазе од Гласника, ал-Русул (арап. الرسل) - оних који су дошли са новим откривеним текстом и Пророка, ал-Анбија (арап. الأنبياء) - оног који је дошао да настави са одређеним законом и Откривењем претходног Гласника. За натприродна дела се такође верује да их изводе Авлије (арап. أولياء) - духовно остварени, уз помоћ Ма'рифе (арап. معرفة) - интуитивног знања које се односи се на карамат (арап. کرامات) - изванредна дела.
Муслимански практичари обично траже помоћ џина (арап. جن) - у магији. Заједничко је мишљење да џини могу запосести човека, што захтева егзорцизам. (Веровање у џине је део муслиманске вере. Муслим ибн ал-Хаџаџ је испричао да је Посланик рекао: „Алах је створио анђеле из светлости, створио је џин од чистог пламена ватре, а Адама од онога што је описано вама (тј. глина.)”).
Студенти историје религије повезали су неколико магијских пракси у исламу са преисламским турским и источноафричким обичајима. Најзначајнији од ових обичаја је зар (арап. زار) - егзорцизам.

### Јудаизам
Јеврејски закон сматра вештичарство препуним идолопоклонством и/или некромантијом; и једно и друго представља озбиљан теолошки и практични прекршај у јудаизму. Према традиционалним јеврејским изворима, признаје се да је, иако магија постоји, забрањено бавити се њоме на основу тога што обично укључује обожавање других богова. Рабини из Талмуда такође су осудили магију када је произвела нешто друго осим илузије, дајући пример двојице мушкараца који користе магију како би брали краставце (Санхедрин 67а). Не треба осуђивати онога ко ствара илузију брања краставаца, већ само онога који краставце заправо бере магијом.
Међутим, неки од рабина су се и сами бавили „магијом“. На пример, Раба је створио особу и послао је до рабина Зере, а рабин Ханина и рабин Осхаја су је заједно проучавали свако суботње вече, а чак и креирали мало теле за јело (Санхедрин 65б). У тим случајевима, на „магију“ се више гледало као на божанско чудо (тј. да долази од једног Бога, а не од паганских богова).